# Myrioblephara tranostigma
Myrioblephara tranostigma är en fjärilsart som beskrevs av Louis Beethoven Prout 1931. Myrioblephara tranostigma ingår i släktet Myrioblephara och familjen mätare. Inga underarter finns listade i Catalogue of Life.